# Nothing in This World
Nothing in This World – wydany 12 września 2006 drugi promocyjny, a trzeci wydany do sprzedaży singel z debiutanckiego albumu Paris Hilton zatytułowanego Paris. Utwór ten jest jednocześnie motywem przewodnim programu Paris Hilton This Is Paris emitowanego w MTV. Za produkcję utworu odpowiadają Dr. Luke i Sheppard Solomon. Na małej płytce kawałek pojawił się 31 października.
Piosenka opowiada o Paris, która pomaga poniżanemu i wyszydzanemu chłopcu zaistnieć w grupie rówieśników.

## Lista utworów
1. "Nothing in This World"
2. "Nothing in This World" [Instrumental]

### iTunes Digital Single
1. "Nothing in This World"
2. "Nothing in This World" [Dave Aude Club Mix]
3. "Nothing in This World" [Jason Nevins Mix]
4. "Nothing in This World" [Kaskade Remix]
5. "Nothing in This World" [Dave Aude Remix Edit]
6. "Nothing in This World" [Jason Nevins Radio Mix]
7. "Nothing in This World" [Kaskade Remix Edit]

## Listy przebojów
| Lista (2006)                   | Najwyżej |
| ------------------------------ | -------- |
| U.S. Billboard Pop 100 Airplay | 49       |
| U.S. Billboard Pop 100         | 89       |
| Eska Best Pop 10               | 2        |